# Senat Arkansas
Senat Arkansas (Arkansas Senate) – izba wyższa parlamentu amerykańskiego stanu Arkansas. Składa się z 35 członków wybieranych na czteroletnią kadencję, z możliwością jednej reelekcji z rzędu. Wybory przeprowadzane są w jednomandatowych okręgach wyborczych, z zastosowaniem ordynacji większościowej.
Aż do obecnej kadencji (2008-12) wszyscy członkowie byli wybierani jednocześnie. W związku z ostatnimi zmianami w stanowej konstytucji, po wyborach w 2012 roku senatorowie zostaną podzieleni drogą losowania na dwie grupy. Członkowie jednej z nich będą sprawować mandaty przez pełną kadencję, a druga grupa stanie do wyborów ponownie już w 2014 roku. Tym sposobem wprowadzona zostanie zasada, iż co dwa lata odnawiana jest połowa składu izby.

## Kierownictwo
stan na 10 stycznia 2011
- przewodniczący: Mark Darr (R, z urzędu jako zastępca gubernatora Arkansas)
- przewodniczący pro tempore: Paul Bookout (D)
- lider większości: Robert Thompson (D)
- lider mniejszości: Ruth Whitaker (R)